# 多鳞四须鲃
多鳞四须鲃（学名：Barbodes polylepis）为輻鰭魚綱鯉形目鲤科四须鲃属的其中一種鱼类。在中国，分布于贵州乌江上游等，棲息在淡水水域，生活習性不明。
其种加词“polylepis”意为“多鳞的”。